# （仮）は返すぜ☆be your soul/Party! Party!/ジャンパー!
「（仮）は返すぜ☆be your soul/Party! Party!/ジャンパー!」（かりはかえすぜビーユアソウル/パーティーパーティー/ジャンパー）は、日本の女性アイドルグループ『アップアップガールズ（仮）』のトリプルA面CDシングルである。2014年4月9日にタワーレコードのアイドル専門インディーズレーベル「T-Palette Records」より発売された。収録曲は、大森靖子作詞によるダークな世界観を描いた「（仮）は返すぜ☆be your soul」、パーティソング「Party! Party!」、アップテンポで振り付けも激しい「ジャンパー!」の3曲である。また、当シングルは同グループとしては初めてDVD付きの限定盤がリリースされた。

## 背景
アップアップガールズ（仮）は、ダークな歌詞を書くことが多いシンガーソングライターの大森靖子と何回か共演していた。2013年7月には、『TOKYO IDOL FESTIVAL 2013』で共演し、モーニング娘。の「シャボン玉」を披露したほか、「アッパーカット!」では、大森もアップアップガールズ（仮）のメンバーと共にダンスを披露した。2013年12月には、clubasiaにてツーマンライブ『アップアップガールズ（仮） vs 大森靖子』を行い「ミッドナイト清純異性交遊」などの曲を披露した。以前からアップアップガールズ（仮）の楽曲を制作していたmichitomoは、その共演の模様を見て大森にアップアップガールズ（仮）の楽曲の作詞を依頼した。

## 音楽性と歌詞
「（仮）は返すぜ☆be your soul」は、大森靖子作詞によるリアルでブラックなアップアップガールズ（仮）のメンバーの心情が描かれた楽曲。これまでにアップアップガールズ（仮）がリリースしてきたような素直な意思を示している楽曲とは異なり、ダークな世界観が表現されている。楽曲にはセリフが含まれているが、セリフもダークな内容になっており、セリフ部分のレコーディングは、ダークで狂った雰囲気を出すためにレコーディングブースを暗くして行われたという。音楽のジャンルとしてはEDMで、歌詞の内容と合わせて「狂気の世界観」を表現している。ダンスもこれまでのアップアップガールズ（仮）の楽曲とは異なった印象を与えるものであり、サビの部分には「(仮)＝借り」を投げ返す振り付けがある。
「Party! Party!」は、fu_mouによる「アプガが持つ熱量を笑っちゃうくらいエピックに！」をテーマとしたパーティソング。ドワンゴジェイピーは「「アイドルとしての原点」に立ち返」った「王道なアイドルソング」と述べている。振り付けはアップアップガールズ（仮）のグッズの「第二章（仮）新（仮）ブレード」（キングブレード）を使用したもので、曲の途中でキングブレードの色を切り替えている。
「ジャンパー!」は、アップアップガールズ（仮）への楽曲提供が今回で7曲目となるPandaBoYによる楽曲。PandaBoY制作の楽曲にはこれまでにも歌詞が多いものがあったが、当楽曲はそれらにも増して歌詞が多く譜割りが難しくなっている。また、PandaBoYによる最近の楽曲はテンポが抑えられている楽曲が多くなっていたことなどから、「ジャンパー!」はアップテンポな楽曲となった。ドワンゴジェイピーは「中毒性の有るダンスミュージック」と評している。ダンスもジャンプが多く激しいものになっており、振り付け師の竹中夏海は「この曲、自分で振り付けしたけど、私は歌って踊れなかった」とコメントしている。

## リリース、ミュージック・ビデオ
2014年3月8日、アップアップガールズ（仮）はdarwin（宮城県）で行われた『THE ポッシボー VS 吉川友 VS アップアップガールズ（仮）〜吉川友とポッシポッシガールズ（仮）〜』に出演し、その中で4月9日にトリプルA面CDシングル「（仮）は返すぜ☆be your soul/Party! Party!/ジャンパー!」をリリースすることを発表した。同日、タワーレコードもリリースを発表した。
T-Palette Records所属後10枚目の当CDシングルは、アップアップガールズ（仮）としては初のDVD付き完全生産限定盤シングルと、CDのみの通常盤がリリースされている。完全生産限定盤のDVDの内容は、2月2日に行われた公演「アップアップガールズ（仮）定期公演 EXTRA〜佐保道場〜」の映像である。AKIBAカルチャーズ劇場で行われた同公演の内容は、エクササイズとライブの両方を1回の公演で行うというもので、メンバーによる殺陣や佐保明梨によるバット折りの披露も行われた。
3月21日、iTunes Store・dwango.jpで「（仮）は返すぜ☆be your soul」と「Party! Party!」と「ジャンパー!」の配信が開始された。4月7日には、アップアップガールズ（仮）のイベントで当CDシングルの販売が行われた。4月8日にはCDシングルのフライングゲット日を迎え、4月9日には発売日を迎えた。
「（仮）は返すぜ☆be your soul」のミュージック・ビデオは4月8日に公開された。監督はVJのホンマカズキ。楽曲の世界観に合わせ、「ダークにハード」をテーマとして撮影されており、メンバーのメイクもハードなものとなっている。「ジャンパー!」のミュージック・ビデオは4月13日に公開された。監督はホンマカズキ。「Party! Party!」のミュージック・ビデオは4月25日に公開された。

## パフォーマンス、プロモーション
3月18日、アップアップガールズ（仮）はshibuya duo MUSIC EXCHANGEにて行われたイベント「PINK SCREAM #2」において「（仮）は返すぜ☆be your soul」を初披露した。3月21日から行われたツアー『アップアップガールズ（仮）1st全国ツアー アプガ第二章（仮） 進軍〜中野に向かって〜』では、「Party! Party!」と「ジャンパー!」を初披露した。3月29日には、ダイバーシティ東京プラザ フェスティバル広場にて当シングルの楽曲の関東お披露目式を行い、東京では初めて当シングルに収録されている楽曲3曲全てを披露した。同イベントでは「Party! Party!」を披露しようとしたところで、タワーレコード代表取締役社長の嶺脇育夫がサプライズで登場し、6月1日に行われる予定となっているアップアップガールズ（仮）の単独公演「アップアップガールズ（仮）1st全国ツアー アプガ第二章（仮） 進軍〜中野サンプラザ 超決戦〜」のチケットが完売したことを発表した。
4月7日から4月13日にかけては、当CDシングルのリリースイベントが行われた。4月7日はタワーレコード仙台パルコ店とタワーレコード秋葉原店の二手に分かれて行われた。イベントの趣旨は、仙石がフラゲ日という概念を斬り、佐保がフラゲ日という概念を破壊するために、超フラゲ日である4月7日にCDシングルを発売するというものであった。4月11日はサンシャインシティ噴水広場にて行われ、「ジャンパー!」を披露しようとしたところで前述の中野サンプラザでの単独公演がJ:COMで生放送されることがサプライズで発表された。同イベントでは、新曲3曲に加え「アッパーカット!」を披露した。

## 規格と収録トラック
| #         | タイトル                                      | 作詞      | 作曲      | 編曲      | 時間  |
| --------- | --------------------------------------------- | --------- | --------- | --------- | ----- |
| 1.        | 「（仮）は返すぜ☆be your soul」               | 大森靖子  | michitomo | michitomo | 4:24  |
| 2.        | 「Party! Party!」                             | fu_mou    | fu_mou    | fu_mou    | 5:01  |
| 3.        | 「ジャンパー!」                               | PandaBoY  | PandaBoY  | PandaBoY  | 4:33  |
| 4.        | 「（仮）は返すぜ☆be your soul(Instrumental)」 |           |           |           | 4:24  |
| 5.        | 「Party! Party!(Instrumental)」               |           |           |           | 5:01  |
| 6.        | 「ジャンパー!(Instrumental)」                 |           |           |           | 4:29  |
| 合計時間: | 合計時間:                                     | 合計時間: | 合計時間: | 合計時間: | 27:54 |

完全生産限定盤付属DVD内容
1. アップアップガールズ（仮）定期公演 EXTRA 〜佐保道場〜（約60分）[16]

## リリース日一覧
| 地域 | リリース日    | レーベル          | 規格                   | カタログ番号                |
| ---- | ------------- | ----------------- | ---------------------- | --------------------------- |
| 日本 | 2014年3月21日 | T-Palette Records | デジタル・ダウンロード | -                           |
| 日本 | 2014年4月9日  | T-Palette Records | マキシシングル+DVD     | TPRC-0084（完全生産限定盤） |
| 日本 | 2014年4月9日  | T-Palette Records | マキシシングル         | TPRC-0085（通常盤）         |